# Ala d'àngel
L'ala d'àngel (Acanthus mollis) és una espècie de planta amb flor del gènere dels acants. També pot rebre els noms de cànem de bruixa, carnera, geganta, herba carnera, ales d'àngel, bledera borda, branca medicinal, branca ursina, cànem de bruixes, carnera dolça, fulla de canal, herba de les plagues o herba gegant.

## Descripció
Herba perenne de 30-70 cm d'altura, més o menys pilosa o glabra, i amb una tija simple, erecta i escap. Les fulles basals, amb un pecíol de 20-60 cm, mesuren 20-100 per 5-30 cm, i són el·líptiques o ovades, pinnatífides, inciso-dentades, glabres pel seu feix i piloses als nervis de l'abaxial. Les fulles superiors, molt més petites, sèssils, tenen 1,5-4 per 1-2,5 cm i són ovato-lanceolades i espinoses a l'àpex. La inflorescència, densa, arriba als 2 m d'alçada. L'única bràctea, pubescent, té 2,5-4 per 2 cm, és ovaro-oblonga, dentada, més o menys espinosa, porpra a l'àpex, blanquinosa a la base, i amb 7 nervis; les 2 bractèoles, més petites, són estretes, lineals-agudes, pubescents i sub-espinoses. El calze, puberulent, porta 4 sèpals no soldats: els 2 externs de 4-5 cm, ovato-ròmbics i ciliats, i el superior, que cobreix en part el llavi de la corol·la, és de color porpra i s'assembla -i es confon sovint- a un llavi superior de flor bilabiada; els 2 sèpals interns són molt més petits (0,6-0,7 cm). La corol·la de la flor, amb nervació porpra, té el seu únic llavi -inferior- de 3,5-5 cm, trilobulat i pubescent, i generalment de color blanquinós, ocasionalment amb tints morats o francament d'aquest últim color. L'androceu porta 4 estams d'anteres piloses a la cara interior, en 2 parells desiguals, i l'ovari, ovoide i pilós a l'àpex, té l'estil més llarg que els estams i és bilocular amb 2 rudiments seminals de placentació axial a cada lòcul. El fruit és una càpsula de dehiscència loculicida, coriàcia, ovoide, de 2-3,5 cm i amb 4 llavors amb forma una mica arronyonada de color marró, de 10-12 cm.

## Hàbitat
Aquesta espècie es troba al sud d'Europa, essent nativa de la regió mediterrània, des de Portugal i el nord-oest d'Àfrica fins a l'est de Croàcia. Va ser adaptada des de l'antiguitat al cultiu de jardins, i ara és naturalitzada i/o cultivada pràcticament al món sencer.
Se la troba dispersa a les costes de la península Ibèrica, essent molt més escassa a l'interior.
Vegeta als ribassos, roques i llocs frescos i humits.

## Usos
Aquesta planta té importància des del punt de vista ornamental, fonamentalment en jardineria, gràcies a les seves grans fulles basals, brillants, lobulades, les quals donen un aspecte senyorial juntament amb la seva llarga espiga floral. A la península Ibèrica floreix al maig, i al sud d'Hispanoamèrica a l'octubre. En jardineria s'usa generalment la varietat latifolius pel fet de ser una mica més resistent i robusta. És usada com a motiu escultòric als capitells de columnes de l'estil corinti.

### Medicina popular
També s'utilitza com a planta medicinal. La presència a l'arrel i les fulles d'abundant mucílag permet el seu ús com a estovant, mucilaginosa o vulnerària. S'ha usat per a fabricar ènemes contra la disenteria, hemorroides o inflamacions de les vies baixes.
Alguns gèneres pròxims a Acanthus, com és el cas del gènere Justicia, s'usen a la seva àrea original, Centreamèrica, com a psicòtrops.
S'usa com a astringent, antidiarreic, colerètic, expectorant. En ús extern: demulcent, vulnerari (cicatritzant). Les fulles s'han usat com a estimulant de la gana i laxant per via interna, externament en cataplasmes com a antiinflamatori. El suc de la planta s'ha recomanat com a tractament simptomàtic de l'herpes, cremades i contusions en general per un cert efecte analgèsic. En ús extern: èczemes, ferides, estomatitis, faringitis, rectocol·litis, vulvovaginitis, distròfies de la mucosa vulvovaginal.

## Curiositats
Una antiga llegenda explica que Cal·límac, en veure un exemplar d'aquesta planta enroscada en una canastreta ofrenada al costat de la tomba d'una donzella, va tenir la inspiració de crear la típica ornamentació dels capitells corintis.

## Taxonomia

### Basiònim
Es va descriure i publicar per primer cop a Species Plantarum, vol. 2, p. 639 al 1753 per Carl von Linné (1707 - 1778). És l'espècie tipus del gènere.

### Etimologia
- Acanthus: del llatí acanthus que prové del grec ἄκανθα, -ης, "planta espinosa", probablement per composició entre acer, -cris d'aceo, acies, "punxant" i anthos, "flor", del grec άκτς i άνθός. Virgili usa aquesta paraula a les Geòrgiques (4, 123) i Plini el Vell descriu 2 espècies a la seva Naturalis Historiae (22, XXXIV, 76): l'espècie Acanthus spinosus L. i l'espècie Acanthus mollis L.; aquesta última es denomina també paederos y mélamphyllos, i la seva arrel és excel·lent per a cremades i les luxacions ("quod aliqui paederota vocant, alii melamphyllum. huius radices ustis luxatisque mire prosunt").[7][8][9]
- mollis, -e: epítet llatí que significa "flexible, tou, tendre,...".[7]

### Sinònims
- Acanthus hispanicus Loudon
- Acanthus latifolius E.Goeze
- Acanthus longifolius Poir.
- Acanthus lusitanicus auct.
- Acanthus mollis subsp. platyphyllus Murb.
- Acanthus niger Mill.[4]
- Acanthus platyphyllus Murb.
- Acanthus spinosissimus Host [il·legítim][10]

### Citologia
El nombre de cromosomes és 2n=56.

## Galeria

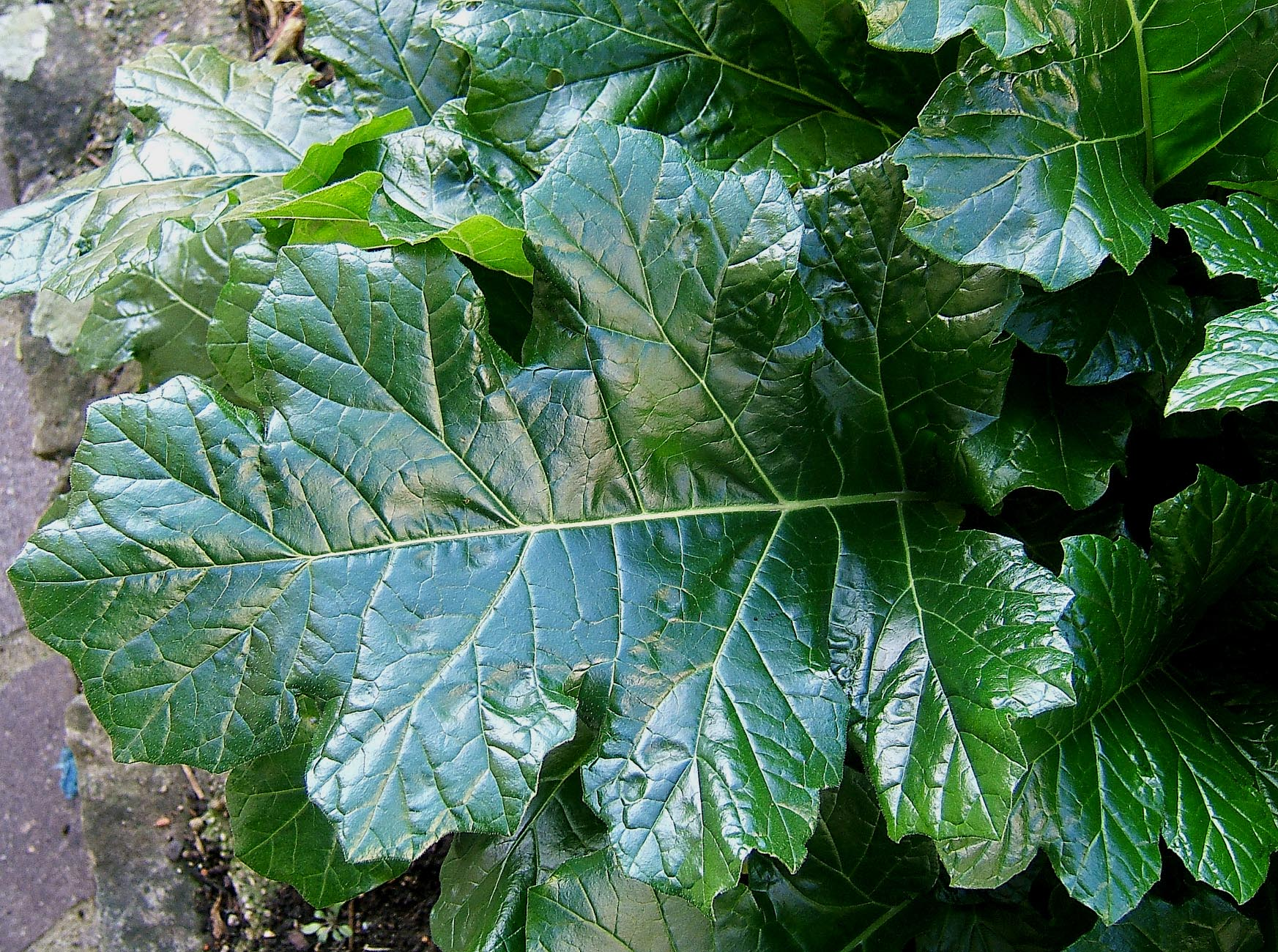
Fulla.
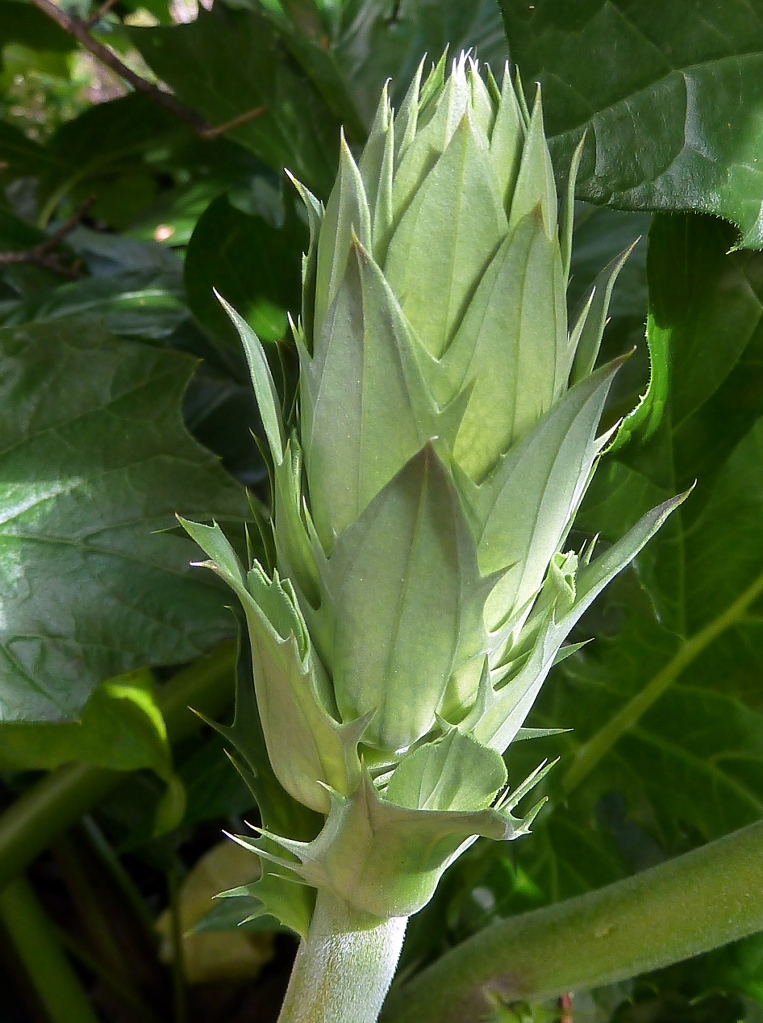
Espiga floral en pre-antesis.
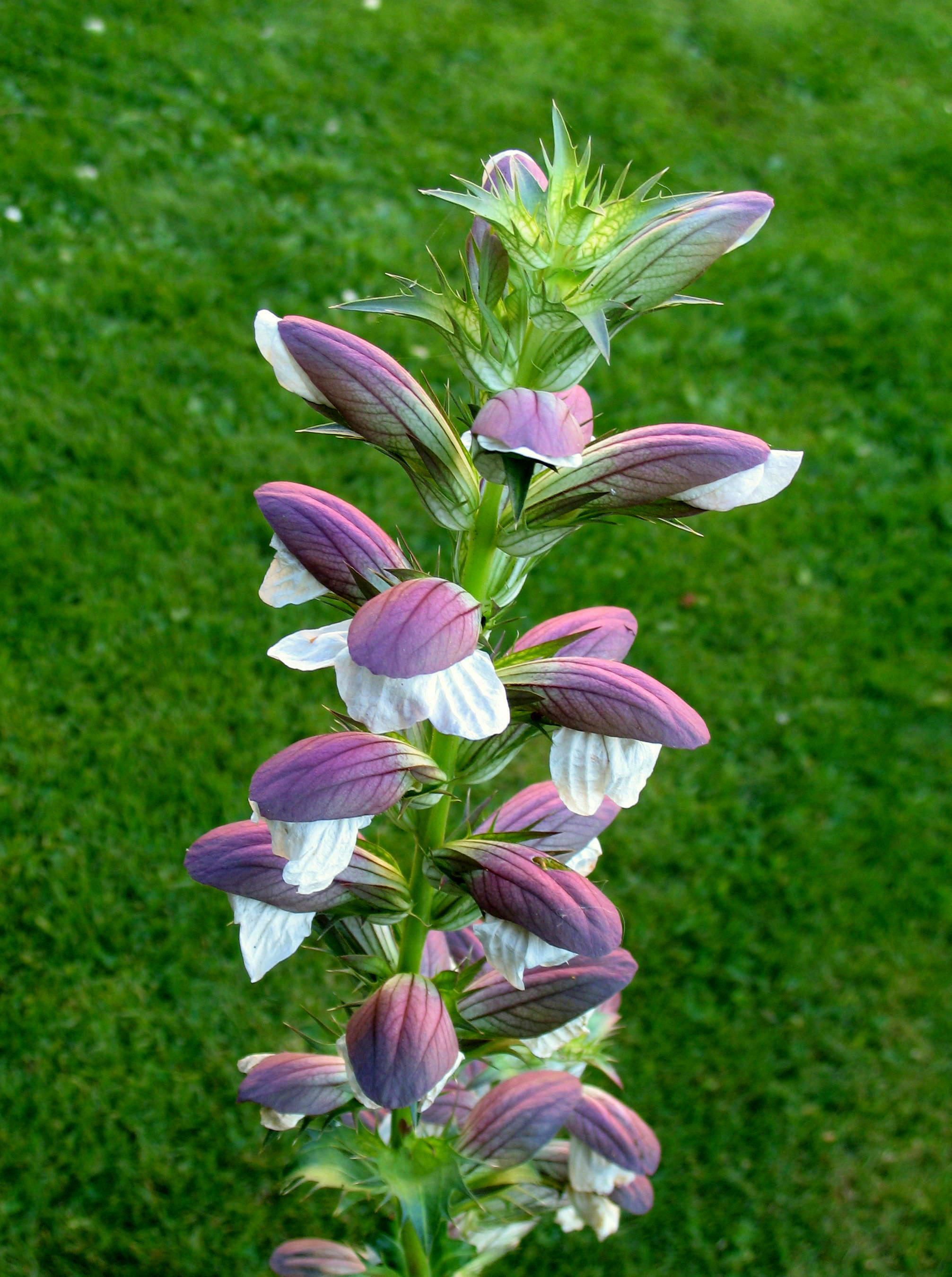
Espiga floral en flor.
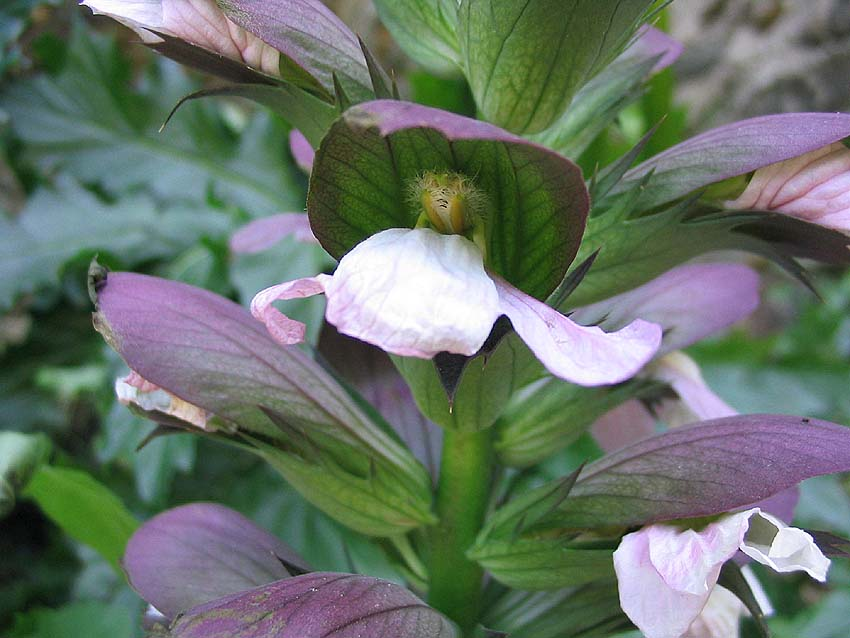
Flor, detall.
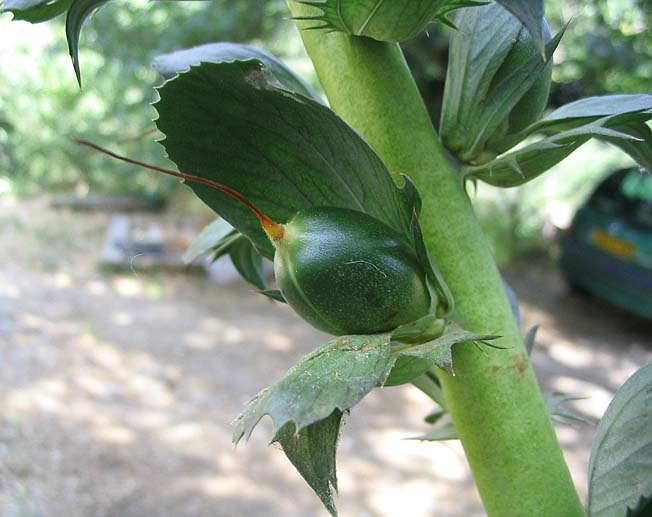
Fruits immadurs in situ.
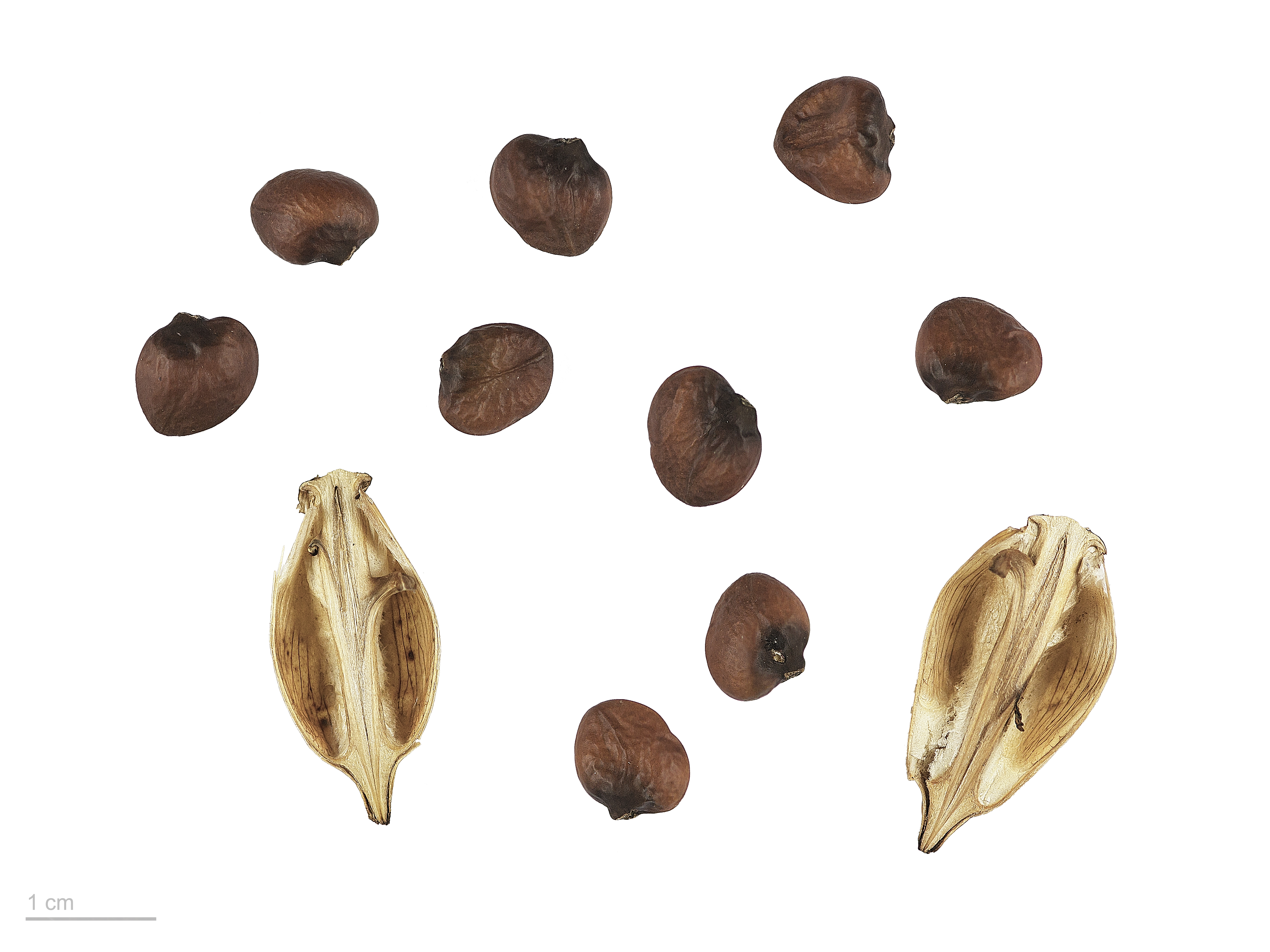
Acanthus mollis